# Bolbbalgan4
Cette page contient des caractères spéciaux ou non latins. S’ils s’affichent mal (▯, ?, etc.), consultez la page d’aide Unicode.
Bolbbalgan4 (hangeul : 볼빨간 사춘기) est un duo féminin sud-coréen de K-pop, originaire de Séoul. Les membres apparaissent dans Superstar K6 en 2014 avant de signer un contrat avec Shofar Music. Le duo est à l'origine composé de Ahn Ji-young et Woo Ji-yoon ; en 2020, seule Ahn Ji-young est aux commande après le départ de Jiyoon.

## Histoire
Jiyoung et Jiyoon ont toutes les deux grandies dans la ville de Yeongju, Gyeongsang, où elles étaient camarades de classe. Elles rêvaient d'être chanteuses depuis qu'elles étaient jeunes. Le nom du duo vient de l'idée qu'elles voulaient produire de la musique pure et honnête qui rappelle l'adolescence. Elles débutent le 22 avril 2016 avec le single Fight Day de l'EP Red Ickle.
Le 17 mai 2017, l'OST de l'émission Monarch - Master of Masks de MBC, You and Me from the Beginning, sort et se classe en tête des charts le lendemain de sa sortie. Le 28 septembre 2017, Red Diary Page.1 sort et est immédiatement devenu l'album numéro un sur les principaux sites web musicaux. Le 21 octobre, le même album fait ses débuts au Billboard et devient l'album de K-pop le plus vendu aux États-Unis après celui de BTS.
Le 2 avril 2020, Shofar Music annonce le départ de Woo Ji Yoon, tout en expliquant que Ahn Ji Young continuerait désormais sa carrière seule mais tout en conservant le nom de Bolbbalgan4. En conséquence, le groupe continue à se produire en tant que one-woman act avec Ahn Ji Young.

## Membres

### Membre actuelle
- Ahn Ji-young (Hangul : 안지영) — chant principal

### Ancienne membre
- Woo Ji-yoon (Hangul : 우지윤) — guitare, rap, chant secondaire[7]

## Discographie

### Albums studio
| Titre      | Détails                                                                                          | Meilleure position | Ventes           |
| Titre      | Détails                                                                                          | COR                | Ventes           |
| ---------- | ------------------------------------------------------------------------------------------------ | ------------------ | ---------------- |
| Red Planet | - Date de sortie : 29 août 2016 - Labels : Shofar Music, NHN Bugs - Formats : CD, téléchargement | 1                  | - COR : + 24 894 |

### EP
| Titre | Détails de l'album                                                                                              | Meilleures positions | Ventes          |
| Titre | Détails de l'album                                                                                              | COR                  | Ventes          |
| --- | --- | -------------------- | --------------- |
| Red Ickle                                                                                                | - Date de sortie : 22 avril 2016 - Labels : Shofar Music, NHN Bugs - Formats : CD, téléchargement               | 15                   | - COR : + 659   |
| Red Diary Page.1                                                                                         | - Date de sortie : 28 septembre 2017 - Labels : Shofar Music, LOEN Entertainment - Formats : CD, téléchargement | 1                    | - COR : + 9 741 |
| « — » signifie qu'aucun classement n'a été atteint ou qu'aucune sortie ne s'est faite dans cette région. | |                      |                 |

### Singles

#### Comme artiste principal
| Titre | Année | Meilleures positions | Ventes              | Album            |
| Titre | Année | COR                  | Ventes              | Album            |
| --- | ----- | -------------------- | ------------------- | ---------------- |
| Romantic Wish (avec Sweden Laundry, Vanilla Acoustic, Kim Ji-soo, Kim Sa-rang, 20 Years of Age et Letter Flow | 2016  | —                    | NC                  | Hors album       |
| Fight Day (싸운날)                                                                                            | 2016  | 7                    | - COR : + 16 260    | Red Ickle        |
| Ring (반지)                                                                                                   | 2016  | —                    | NC                  | Red Ickle        |
| Grumpy (심술)                                                                                                 | 2016  | 3                    | - COR : + 783 370   | Red Ickle        |
| Galaxy (우주를 줄게)                                                                                          | 2016  | 2                    | - COR : + 2 555 726 | Red Planet       |
| Hard To Love (나만 안되는 연애)                                                                               | 2016  | 6                    | - COR : + 2 069 592 | Red Planet       |
| Tell Me You Love Me (좋다고 말해)                                                                             | 2016  | 2                    | - COR : + 1 984 671 | Hors album       |
| We Loved (남이 될 수 있을까) (avec 20 Years of Age)                                                           | 2017  | 1                    | - COR : + 1 244 585 | Hors album       |
| Some (썸탈꺼야)                                                                                               | 2017  | 1                    | - COR : + 1 163 661 | Red Diary Page.1 |
| To My Youth (나의 사춘기에게)                                                                                 | 2017  | 3                    | - COR : + 895 708   | Red Diary Page.1 |
| « — » signifie qu'aucun classement n'a été atteint ou qu'aucune sortie ne s'est faite dans cette région.      |       |                      |                     |                  |

#### En tant qu'artistes créditées
| Titre | Année | Meilleures positions | Ventes            |
| Titre | Année | COR                  | Ventes            |
| --- | ----- | -------------------- | ----------------- |
| Lost Without You (우리집을 못 찾겠군요) Mad Clown feat. Bolbbalgan4                                      | 2017  | 5                    | - COR : + 801 618 |
| Mohae (모해) San E feat. Bolbbalgan4                                                                     | 2017  | 5                    | - COR : + 260 140 |
| « — » signifie qu'aucun classement n'a été atteint ou qu'aucune sortie ne s'est faite dans cette région. |       |                      |                   |

### Autres chansons classées
| Titre | Année | Meilleure position | Ventes              | Album            |
| Titre | Année | COR                | Ventes              | Album            |
| --- | ----- | ------------------ | ------------------- | ---------------- |
| You (=I)                                                                                                 | 2016  | 23                 | - COR : + 1 191 950 | Red Planet       |
| Grumpy (심술)                                                                                            | 2016  | 3                  | - COR : + 69 098    | Red Planet       |
| When You Fall in Love (사랑에 빠졌을 때)                                                                 | 2016  | 12                 | - COR : + 66 307    | Red Planet       |
| X Song                                                                                                   | 2016  | —                  | - COR : + 21 678    | Red Planet       |
| Freesia (프리지아)                                                                                       | 2016  | —                  | - COR : +17 003     | Red Planet       |
| Blue | 2017  | 5                  | - COR : + 742 118   | Red Diary Page.1 |
| Fix Me (고쳐주세요)                                                                                      | 2017  | 11                 | - COR : + 495 098   | Red Diary Page.1 |
| Imagine (상상)                                                                                           | 2017  | 12                 | - COR : + 479 783   | Red Diary Page.1 |
| « — » signifie qu'aucun classement n'a été atteint ou qu'aucune sortie ne s'est faite dans cette région. |       |                    |                     |                  |

### Bandes-son
| Titre | Année | Meilleure position | Ventes              | Album                                               |
| Titre | Année | COR                | Ventes              | Album                                               |
| --- | ----- | ------------------ | ------------------- | --------------------------------------------------- |
| Hidden Path (가리워진 길)                                                                                | 2014  | 1                  | - COR : + 55 979    | Partie 4 de l'OST de Misaeng                        |
| Dream (드림)                                                                                             | 2016  | 21                 | - COR : + 47 657    | Partie 3 de l'OST de Hwarang                        |
| You and I from the Beginning (처음부터 너와)                                                             | 2017  | 4                  | - COR : + 1 136 629 | Partie 2 de l'OST de The Emperor: Owner of the Mask |
| « — » signifie qu'aucun classement n'a été atteint ou qu'aucune sortie ne s'est faite dans cette région. |       |                    |                     |                                                     |

## Vidéographie
| Année | Titre               | Réalisateur(s)                      |
| ----- | ------------------- | ----------------------------------- |
| 2016  | Fight Day           | BTS Film, Zanybros, Sidekicks, VFAR |
| 2016  | Galaxy              | BTS Film, Zanybros, Sidekicks, VFAR |
| 2016  | Hard to Love        | BTS Film, Zanybros, Sidekicks, VFAR |
| 2016  | Tell Me You Love Me | VFAR                                |
| 2017  | We Loved            | BTS Film                            |
| 2017  | Imagine             | —                                   |
| 2017  | Blue                | —                                   |
| 2017  | Some                | —                                   |
| 2017  | Fixe Me             | —                                   |

## Distinctions

### Asia Artists Awards
| Année | Travail nommé | Titre                  | Résultat |
| ----- | ------------- | ---------------------- | -------- |
| 2017  | Bolbbalgan4   | Best Entertainer Award | Lauréat  |

### Korean Music Awards
| Année | Travail nommé | Titre                     | Résultat   |
| ----- | ------------- | ------------------------- | ---------- |
| 2017  | Bolbbalgan4   | Nouveau groupe de l'année | Nomination |
| 2017  | Galaxy        | Chanson de l'année        | Lauréat    |
| 2017  | Galaxy        | Meilleure chanson pop     | Nomination |

### Golden Disc Awards
| Année | Travail nommé | Titre                     | Résultat |
| ----- | ------------- | ------------------------- | -------- |
| 2017  | Bolbbalgan4   | Nouveau groupe de l'année | Lauréat  |

### Gaon Chart Music Awards
| Année | Travail nommé       | Titre                         | Résultat   |
| ----- | ------------------- | ----------------------------- | ---------- |
| 2017  | Tell Me You Love Me | Chanson de l'année – December | Nomination |
| 2017  | Bolbbalgan4         | Découverte indie de l'année   | Lauréat    |

### MelOn Music Awards
| Année | Travail nommé                                | Titre                  | Résultat   |
| ----- | -------------------------------------------- | ---------------------- | ---------- |
| 2016  | Galaxy                                       | Indie Genre Award      | Lauréat    |
| 2017  | Bolbbalgan4                                  | Groupe de l'année      | Nomination |
| 2017  | Tell Me You Love Me                          | Chanson de l'année     | Nomination |
| 2017  | Bolbbalgan4                                  | Top 10 Artists         | Lauréat    |
| 2017  | Lost Without You Mad Clown feat. Bolbbalgan4 | Meilleur rap / hip-hop | Nomination |
| 2017  | You and I From the Beginning                 | Meilleure bande-son    | Nomination |
| 2017  | Some                                         | Kakao Hot Star         | Nomination |

### Mnet Asian Music Awards
| Année | Travail nommé                | Titre                                 | Résultat   |
| ----- | ---------------------------- | ------------------------------------- | ---------- |
| 2016  | Bolbbalgan4                  | Meilleur nouveau groupe féminin       | Nomination |
| 2017  | Tell Me You Love Me          | Meilleure performance vocale - groupe | Lauréat    |
| 2017  | You and I From the Beginning | Meilleure bande-son                   | Nomination |

### Seoul Music Awards
| Année | Travail nommé | Titre                | Résultat   |
| ----- | ------------- | -------------------- | ---------- |
| 2018  | Some          | Bonsang Award        | Lauréat    |
| 2018  | Bolbbalgan4   | Popularity Award     | Nomination |
| 2018  | Bolbbalgan4   | K-wave Popular Award | Nomination |

### Programme de classements musicaux

#### The Show
| Année | Date       | Chanson |
| ----- | ---------- | ------- |
| 2017  | 17 octobre | Some    |

#### Inkigayo
| Année | Date       | Chanson |
| ----- | ---------- | ------- |
| 2017  | 22 octobre | Some    |